# الجمهورية اللبنانية الثانية
الجمهورية الثانية هو نظام الحكم الجمهوري الحالي في لبنان، تأسس في 22 أكتوبر 1989 من قبل القادة السياسيين ورجال الأعمال اللبنانيين بموجب اتفاق الطائف.

## خلفية

### اتفاق الطائف
شمل الاتفاق الإصلاح السياسي، وإنهاء الحرب الأهلية اللبنانية، وإقامة علاقات خاصة بين لبنان وسوريا، ووضع إطار لبدء الانسحاب السوري الكامل من لبنان. وبما أن رفيق الحريري كان ممثلاً دبلوماسياً سعودياً سابقاً، فقد لعب دوراً مهماً في بناء اتفاق الطائف. ويقال أيضاً أن اتفاق الطائف أعاد توجيه لبنان نحو العالم العربي، وخاصة سوريا. وبعبارة أخرى، فإن اتفاق الطائف جعل لبنان بلداً "ذو هوية وانتماء عربي". ولم يتم الانتهاء من الاتفاق وتأكيده إلا بعد تشكيل تحالف دولي مناهض لصدام حسين. وضم التحالف المملكة العربية السعودية ومصر وسوريا وفرنسا وإيران والولايات المتحدة.
ويتضمن الاتفاق تعديلات دستورية متعددة، دخلت حيز التنفيذ بعد توقيع الرئيس إلياس الهراوي عليه في سبتمبر 1990، ومن أهم التغييرات:
- تخفيض نسبة المسيحيين إلى المسلمين في البرلمان من 6:5 إلى 1:1.
- زيادة مدة ولاية رئيس مجلس النواب من سنة واحدة إلى أربع سنوات. (المادة 44 من الدستور).[7]
- عدلت المادة 17 من الدستور[7] من "السلطة التنفيذية يتولاها رئيس الجمهورية، ويمارسها بمساعدة وزرائه" إلى "تناط السلطة التنفيذية بمجلس الوزراء، الذي يمارسها وفقا لما ورد في المادة 17 من الدستور". لأحكام هذا الدستور".
- تقليص الصلاحيات الرئاسية إلى حد ما. ومن بين القوى المفقودة:[8][9]
  - ضرورة إجراء مشاورات نيابية قبل تسمية رئيس الوزراء.
  - لا يمكن إقالة أو تعيين وزراء فرديين حسب الرغبة (يتطلب موافقة المجلس).
  - عرض القوانين في البرلمان. وبدلاً من ذلك، يقدمها إلى مجلس الوزراء، الذي يصوت بعد ذلك على إحالتها إلى البرلمان.
  - ترشيح أو إقالة موظفي الدولة، وهو ما أصبح من مهام المجلس. في الواقع، لم يكن لهذا تأثير يذكر في الحياة السياسية، حيث تم ترشيح موظفي الخدمة المدنية بشكل عام من قبل الوزراء ثم التصويت عليهم في مجلس الوزراء، قبل أن يتم تعيينهم من قبل الرئيس.

## رؤساء الجمهورية الثانية
| #    | اسم           | (ميلاد–وفاة) | مدة توليه المنصب | مدة توليه المنصب | حزب سياسي | حزب سياسي          |
| #    | اسم           | (ميلاد–وفاة) | تولى منصبه       | ترك المنصب       | حزب سياسي | حزب سياسي          |
| ---- | ------------- | ------------ | ---------------- | ---------------- | --------- | ------------------ |
| 1    | رينيه معوض    | (1925–1989)  | 5 نوفمبر 1989    | 22 نوفمبر 1989   |           | حركة الاستقلال     |
| —    | سليم الحص     | 1929–        | 22 نوفمبر 1989   | 24 نوفمبر 1989   |           | مستقل              |
| 2    | إلياس الهراوي | 1926- 2006   | 24 نوفمبر 1989   | 24 نوفمبر 1998   |           | مستقل              |
| 3    | إميل لحود     | 1936–        | 24 نوفمبر 1998   | 24 نوفمبر 2007   |           | مستقل              |
| شاغر |               |              |                  |                  |           |                    |
| 4    | ميشال سليمان  | 1948–        | 25 مايو 2008     | 25 مايو 2014     |           | مستقل              |
| شاغر |               |              |                  |                  |           |                    |
| 5    | ميشال عون     | 1933–        | 31 أكتوبر 2016   | 31 أكتوبر 2022   |           | التيار الوطني الحر |
| شاغر |               |              |                  |                  |           |                    |

## رؤساء وزراء الجمهورية الثانية

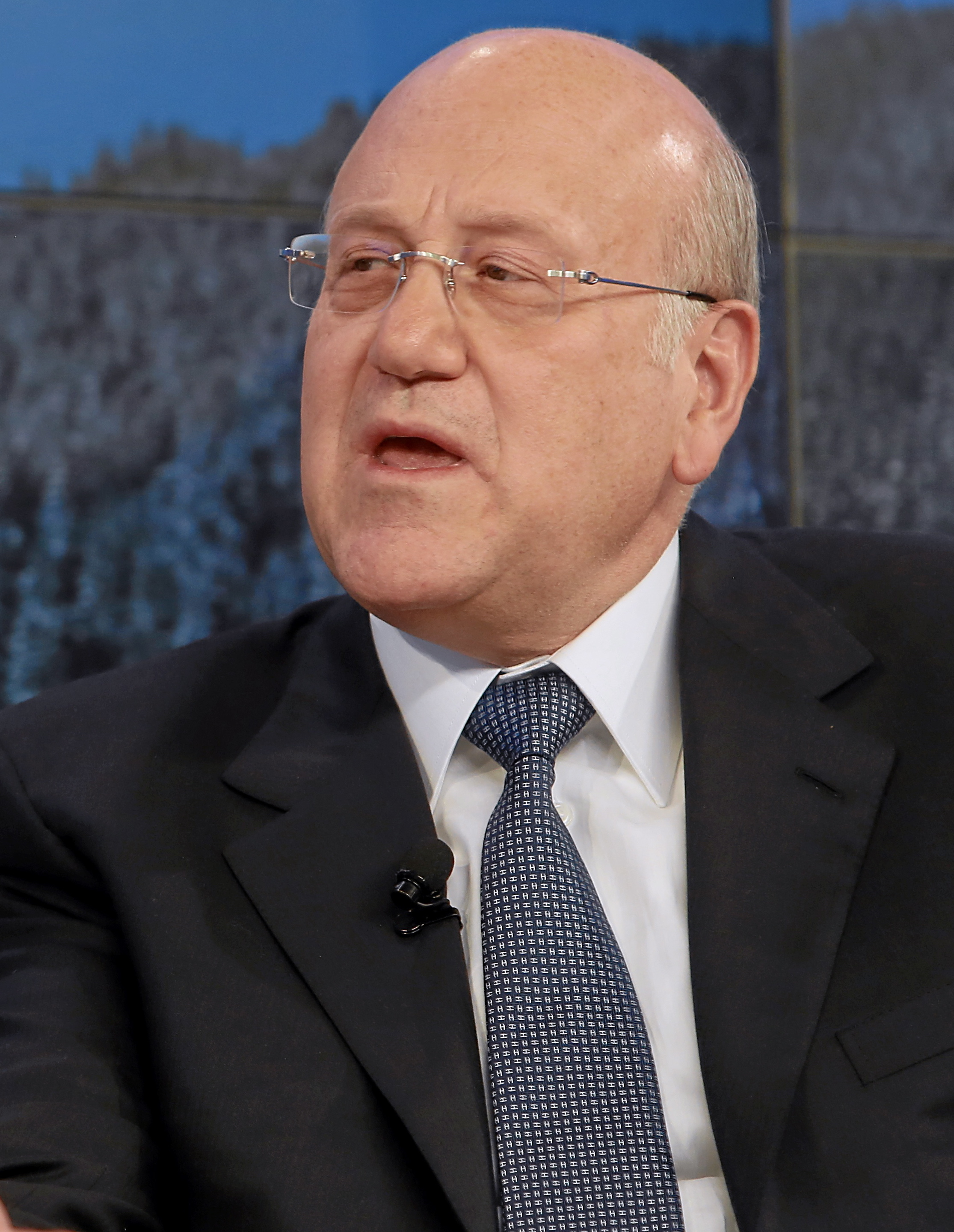
رئيس الوزراء السابق نجيب ميقاتي من تيار العزم

| #        | اسم           | (ميلاد–وفاة) | مدة توليه المنصب | مدة توليه المنصب | حزب سياسي | حزب سياسي     |
| #        | اسم           | (ميلاد–وفاة) | تولى منصبه       | ترك المنصب       | حزب سياسي | حزب سياسي     |
| -------- | ------------- | ------------ | ---------------- | ---------------- | --------- | ------------- |
| 1        | سليم الحص     | 1929–        | 2 يونيو 1987     | 24 ديسمبر 1990   |           | مستقل         |
| -        | ميشال عون     | 1933–        | 22 سبتمبر 1988   | 13 أكتوبر 1990   |           | جيش           |
| 2        | عمر كرامي     | 1934 -2015   | 24 ديسمبر 1990   | 16 مايو 1992     |           | مستقل         |
| 3        | رشيد الصلح    | 1926 -2014   | 16 مايو 1992     | 31 أكتوبر 1992   |           | مستقل         |
| 4        | رفيق الحريري  | 1944 -2005   | 31 أكتوبر 1992   | 4 ديسمبر 1998    |           | حركة المستقبل |
| (1)      | سليم الحص     | 1929–        | 4 ديسمبر 1998    | 26 أكتوبر 2000   |           | مستقل         |
| (4)      | رفيق الحريري  | 1944 -2005   | 26 أكتوبر 2000   | 26 أكتوبر 2004   |           | تيار المستقبل |
| 7        | عمر كرامي     | 1934 -2015   | 26 أكتوبر 2004   | 19 أبريل 2005    |           | تيار الكرامة  |
| 8        | نجيب ميقاتي   | 1955–        | 19 أبريل 2005    | 19 يوليو 2005    |           | تيار العزم    |
| 9        | فؤاد السنيورة | 1943–        | 19 يوليو 2005    | 9 نوفمبر 2009    |           | تيار المستقبل |
| 10       | سعد الحريري   | 1970–        | 9 نوفمبر 2009    | 13 يونيو 2011    |           | تيار المستقبل |
| (8)      | نجيب ميقاتي   | 1955–        | 13 يونيو 2011    | 15 فبراير 2014   |           | تيار العزم    |
| 12       | تمام سلام     | 1945–        | 15 فبراير 2014   | 18 ديسمبر 2016   |           | تيار المستقبل |
| (10)     | سعد الحريري   | 1970–        | 18 ديسمبر 2016   | 21 يناير 2020    |           | تيار المستقبل |
| 14       | حسان دياب     | 1959–        | 21 يناير 2020    | 10 سبتمبر 2021   |           | مستقل         |
| (8) (11) | نجيب ميقاتي   | 1955–        | 10 سبتمبر 2021   | شاغل المنصب      |           | تيار العزم    |